# Casal dels Marquesos de Vallgornera
El Casal dels Marquesos de Vallgornera és un casal-palau protegit com a bé cultural d'interès nacional del municipi d'El Rourell (Alt Camp).

## Descripció
Edifici aïllat de grans dimensions, situat en el nucli central del poble. És de planta quadrada i la seva estructura ha sofert modificacions al llarg del temps.
L'element més remarcable de la façana és la porta central d'accés, d'arc de mig punt, amb dovelles regulars de pedra. S'hi veu clarament una doble arcada que marca una porta més antiga i una de més moderna. A la clau i als salmers hi ha tres escuts. un a la dovella central, que tanca l'arc amb un símbol amb forma d'A, i dos a les laterals, el de l'esquerra amb tres sols. Al de la dreta encara s'endevina la figura d'un arbre, que podria ser un roure, damunt d'un turó. A la part inferior de la façana, es conserven les antigues espitlleres. Als costats de la porta i als angles de l'edifici hi ha carreus de pedra regulars.
Exteriorment, la construcció presenta una distribució irregular de les obertures que són de formes diverses: de mig punt, allindanades i una finestra coronella de tipologia gòtica. La coberta és de teula.
L'actual casal-palau té elements medievals, notables finestrals gòtics i dues torres incorporades. Va ser bastant modificat al segle xviii. Pel que fa a la datació, és difícil de precisar. L'Inventari de l'Arxiu Històric del COAC de Tarragona el situa dintre del segle xvii.

## Història

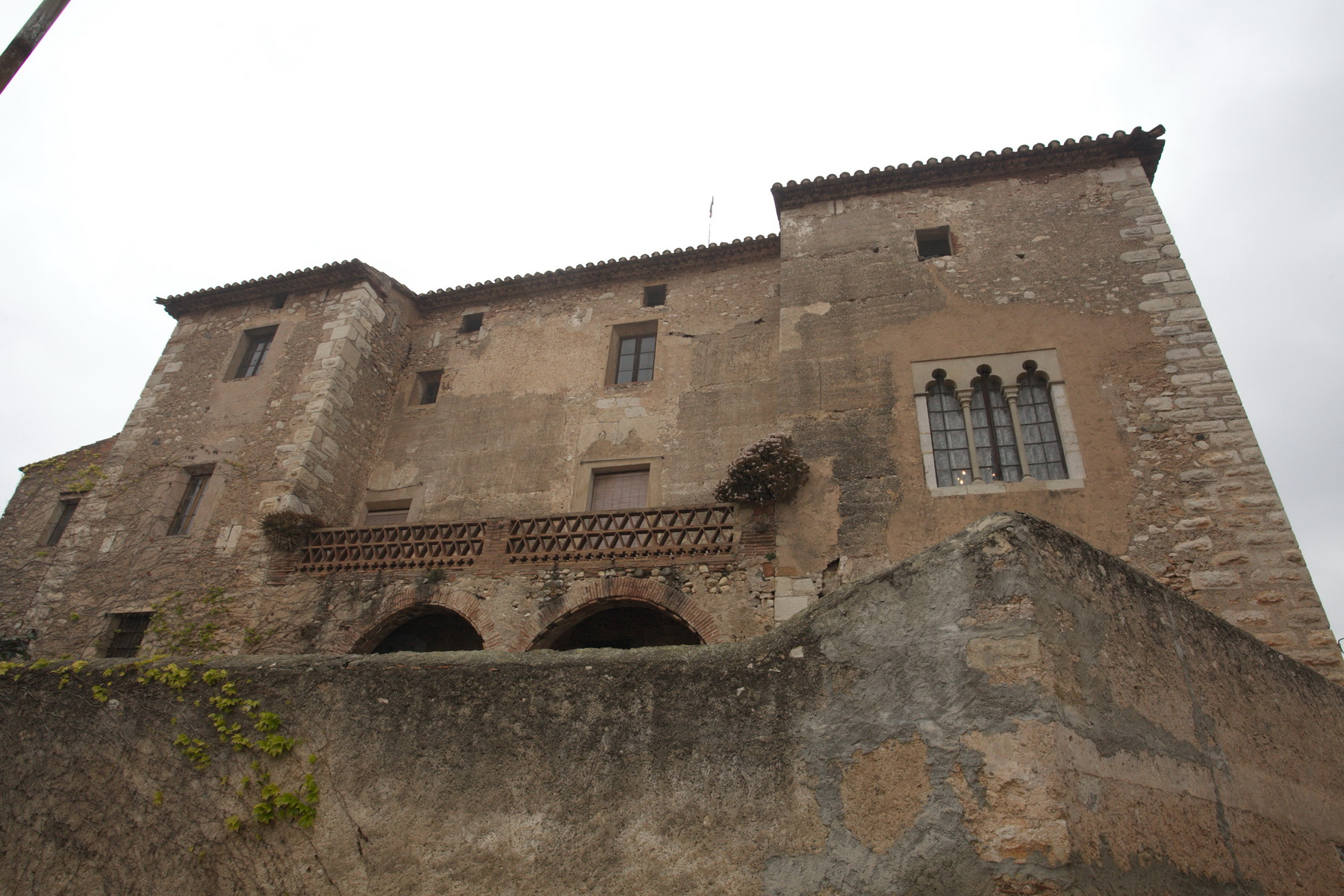
Façana lateral del castell del Rourell. A la dreta, finestra coronella

Hi ha constància que el 26 de juny de 1158, l'arquebisbe de Tarragona Bernat de Tort, amb consentiment del comte de Barcelona i de la família Aguiló, va donar a fundar el poble del Rourell a Berenguer de Molnells, el qual va renunciar a favor de l'orde del Temple. El 19 de novembre de 1182, el prelat Berenguer de Vilademuls confirmà la cessió i els templers formaren aleshores una preceptoria subordinada a la comanda de Barberà. El primer castell fou bastit en aquestes dates i durant el segle xv consta que pertanyia al senyoriu de Plegamans. Posteriorment, existeix un document del 1600 sobre «Relación que se embia a su Majestad» on consta que el Rourell pertanyia a J. Castellarnau.
El 1703 Salvador de Baldric va comprar la senyoria del Rourell, i més endavant la seva família va heretar el títol de marquesos de Vallgornera. A partir de la família Baldric, per matrimonis successius, el títol de marquès i la senyoria del Rourell van passar als Rubinat i als Balle, els descendents dels quals són avui els propietaris del castell.
Popularment, el casal és conegut amb el nom de «El Castell».